# Lamprosema
Lamprosema is een geslacht van vlinders uit de familie van de grasmotten (Crambidae), uit de onderfamilie van de Spilomelinae. De wetenschappelijke naam en de beschrijving van dit geslacht werden voor het eerst in 1823 gepubliceerd door Jacob Hübner.

## Soorten
- L. alicialis Schaus, 1927
- L. alphalis (Viette, 1958)
- L. anaemicalis Hampson, 1918
- L. angulinea (Schaus, 1913)
- L. argyropalis (Hampson, 1908)
- L. atsinana Viette, 1989
- L. aurantia Hampson, 1918
- L. aurantifascialis (Hampson, 1896)
- L. baracoalis Schaus, 1920
- L. biformis (Butler, 1889)
- L. bonitalis Schaus, 1927
- L. brunnealis Schaus, 1920
- L. brunnescens (Dyar, 1914)
- L. canacealis (Walker, 1859)
- L. caradocalis Schaus, 1927
- L. cayugalis Schaus, 1920
- L. chrysanthalis Hampson, 1918
- L. clausalis (Dognin, 1910)
- L. crocodora (Meyrick, 1934)
- L. cyanealis (Walker, 1859)
- L. didasalis (Walker, 1859)
- L. discalis (Warren, 1892)
- L. distentalis (Walker, 1866)
- L. distincta (Kaye, 1901)
- L. distinctifascia (Rothschild, 1915)
- L. dorisalis (Walker, 1859)
- L. esperanzalis (Schaus, 1912)
- L. excurvalis (Hampson, 1912)
- L. flaviterminalis Hampson, 1918
- L. flavizonalis Hampson, 1918
- L. foviferalis (Hampson, 1912)
- L. fusalis (Warren, 1896)
- L. fuscifimbrialis (Hampson, 1896)
- L. guttalis (Viette, 1958)
- L. hebitare Whalley, 1962
- L. hoenei Caradja, 1932
- L. infuscalis (Hampson, 1904)
- L. inglorialis Hampson, 1918
- L. insulicola (Fletcher T. B., 1922)
- L. karenkonalis Shibuya, 1928
- L. kingdoni (Butler, 1879)
- L. ladonalis (Walker, 1859)
- L. lateritialis Hampson, 1918
- L. latinigralis (Hampson, 1899)
- L. leucopis Hampson, 1918
- L. lucillalis (Viette, 1958)
- L. lunulalis Hübner, 1823
- L. malticalis Schaus, 1920
- L. marionalis (Walker, 1859)
- L. memoralis Schaus, 1940
- L. moccalis Schaus, 1920
- L. nannalis (Dyar, 1914)
- L. nigricostalis (Hampson, 1908)
- L. niphealis (Walker, 1859)
- L. niphosemalis Hampson, 1918
- L. noctalis Schaus, 1920
- L. nomangara (Viette, 1981)
- L. ochrimarginalis (Marion, 1954)
- L. oeaxalis (Walker, 1859)
- L. oediproctalis Hampson, 1918
- L. oxiperalis (Hampson, 1912)
- L. pectinalis Hampson, 1918
- L. pelealis (Walker, 1859)
- L. phaleasalis (Walker, 1859)
- L. platyproctalis Hampson, 1918
- L. pogonotornalis Hampson, 1918
- L. polysemalis Hampson, 1897
- L. pulveralis (Marion, 1954)
- L. rakotalis (Viette, 1958)
- L. rubricetalis (Snellen, 1880)
- L. salomonalis Fletcher T. B., 1910
- L. santialis Schaus, 1920
- L. semicostalis (Hampson, 1898)
- L. silvosalis (Swinhoe, 1906)
- L. sinaloanensis Dyar, 1923
- L. tienmushanus Caradja & Meyrick, 1935
- L. variospilalis (Dognin, 1908)
- L. victoriae Dyar, 1923